# Carl Fhager
Carl Fhager, född 1975 i Göteborg är en advokat inom bland annat fotbollsfrågor. Han uppmärksammades år 2004 då han som 29-åring, tillträdde som sportchef i BK Häcken. Under sin tid i klubben värvade han spelare som Stig Töfting och Teddy Lucic samt nylanserade BK Häcken som en Hisingsklubb. År 2007 återvände Fhager till MAQS advokatbyrå där han arbetat tidigare, för att utveckla MAQS avdelning för Sport & Entertainment. Han är rådgivare åt ett flertal fotbollsspelare; däribland Pontus Wernbloom, Oscar Hiljemark, Gustav Svensson och Rasmus Elm.
Sedan 2016 driver Carl Fhager Förhandlingspodden. 
I augusti 2022 gav Fhager ut boken "Förhandla Mer - 6 steg till ett roligare och rikare liv" på Tukan förlag. 